# Niklas Hjalmarsson
Niklas Sivert Hjalmarsson, född 6 juni 1987 i Höreda församling i Jönköpings län, är en före detta svensk professionell ishockeyspelare som senast spelade för HV71 i SHL. Han har tidigare spelat för Arizona Coyotes och Chicago Blackhawks i NHL.
Han växte upp i Russnäs, Höreda, i Eksjö kommun.

## Karriär
Hjalmarsson startade sin spelarkarriär i Eksjö HC, och han kom till elitserielaget HV71 2003. Efter fem år i HV71 (och utlånad en säsong till IK Oskarshamn) skrev Hjalmarsson kontrakt med Luleå HF 2007, men innan elitseriesäsongen hade börjat så erbjöds han kontrakt av NHL-klubben Chicago Blackhawks, och skrev på det och hamnade där istället.

### Chicago Blackhawks
Hjalmarsson listades av Chicago Blackhawks som deras fjärdeval i NHL-draften år 2005. Han valdes som den 108:e spelaren totalt. I slutet av maj 2007 skrev Hjalmarsson ett treårskontrakt med Blackhawks.
Hjalmarsson fick under sina två första säsonger mest spela i farmarlaget Rockford Icehogs i AHL. Hjalmarsson vann Stanley Cup med Chicago Blackhawks säsongerna 2010, 2013 och 2015 och är alltså en av de svenskar som har vunnit Stanley Cup.

### Arizona Coyotes
23 juni 2017 trejdades han från Chicago Blackhawks till Arizona Coyotes i utbyte mot Connor Murphy och Laurent Dauphin. Coyotes blev hans andra lag i NHL.

### Återkomst i HV71
Den 10 november 2022 blev Hjalmarsson klar för en återkomst i HV71, där han skrev på ett kontrakt över resten av säsongen 2022/2023. Han spelade 17 matcher innan han drabbades av en hjärnskakning. Den 5/4 2023 meddelade Hjalmarsson att han återigen lägger skridskorna på hyllan.

## Meriter
- Stanley Cup mästare 2010
- Stanley Cup mästare 2013
- Stanley Cup mästare 2015

## Klubbar
- HV71 2022 -
- Arizona Coyotes 2017 - 2021
- HC Bolzano 2012 - 2013 (lockout)
- Chicago Blackhawks 2007 - 2017
- Rockford Icehogs 2007 - 2009
- HV71 2006 - 2007
- IK Oskarshamn lån 2006
- HV71 2003 - 2006
- Eksjö HC (moderklubb)